# Lockheed L-12 Electra Junior
A finals de la dècada dels trenta va sortir al mercat el bimotor de transport lleuger de sis places Lockheed L-12 Electra Junior; aquesta va ser una versió a menor escala del reeixit Model 10 Electra de la firma nord-americana Lockheed Aircraft Company.

## Història
Quan va entrar en servei per primera vegada el Lockheed 10 Electra, la seva capacitat de deu passatgers va ser considerada inadequada per a les grans companyies aèries però excessiva per les petites. Per satisfer les necessitats d'aquestes últimes, Lockheed va decidir produir una versió a menor escala que, amb dos tripulants, pogués acomodar sis passatgers i, conservant la planta motriu de la seva germana major, oferís millors prestacions generals. L'avió resultant denominat Lockheed 12 Electra Junior, va volar per primera vegada el 27 de juny de 1936 pilotat pel pilot Marshall Headle i, per a sorpresa de la companyia constructora, la quantitat total de comandes es va equiparar pràcticament amb la del Lockheed 10, doncs del Junior es van arribar a produir 130 unitats.
El model 12, que costava 40.000 dòlars i tenia capacitat per a sis passatgers, havia estat concebut per als mercats de transport executiu i regional. Tant les seves prestacions com les qualitats de pilotatge superaven a les de la majoria de caces contemporanis, per la qual cosa no és d'estranyar que es convertís en un nou best seller de la companyia. El Lockheed Model 12 va superar diversos rècords, inclòs el d'una velocitat mitjana de 338 km/h que, malgrat quatre escales per aprovisionar-se de combustible, va aconseguir el pilot de proves E.C. McLead entre Amsterdam i l'Índia en el vol de lliurament d'un Model 12 al maharash (‘rei’) de Yodhpur.

## Variants militars
La majoria dels avions de sèrie eren Lockheed 12-A civils, però molts d'ells entrarien a operar en serveis militars. El US Army Air Corps va adquirir tres C-40 (més tard UC-40) de set places, deu C-40A (més tard UC-40A de cinc places i un C-40B experimental dotat amb tren d'aterratge tricicle fix; la designació C-40D (més tard UC-40D) va recaure en deu Lockheed 12-A requisats durant la guerra.
La US Navy va rebre un JO-1 de set places, cinc JO-2 de sis places i un XJO-3 amb tren d'aterratge tricicle fix que seria empleat en avaluacions de apontatge.
El Electra Junior va ser utilitzat també pels serveis aeris de l'Argentina, Canadà, Cuba i Gran Bretanya, així com per l'Exèrcit de les Índies Orientals Neerlandeses, que va arribar a posseir 36 unitats. D'aquests últims, uns 16 pertanyien al desenvolupament especial Model 212 d'entrenament de tripulacions, que estava equipat amb una metralladora de tir frontal de 7,7 mm, una altra similar en una torreta dorsal i amb suports ventrals per a una càrrega de 360 kg de bombes.
Un dels avions més interessants d'aquesta sèrie va ser l'adquirit per la NACA, antecessora de la NASA, que va ser empleat per avaluar un sistema de desglaç (hotwings) de les vores d'atac alars que utilitzava gasos calents purgats per les fuites dels motors. Una de les aplicacions més inusuals del Lockheed 12-A va ser protagonitzada per l'australià Sidney Cotton qui aprofitant-se de la seva posició com a executiu de la Dufay Colour Company, va fer servir el seu aparell especialment modificat amb càmeres fotogràfiques per dur a terme preses clandestines d'instal·lacions militars alemanyes, en els seus vols "de negocis" durant els tres mesos anteriors a la II Guerra Mundial.

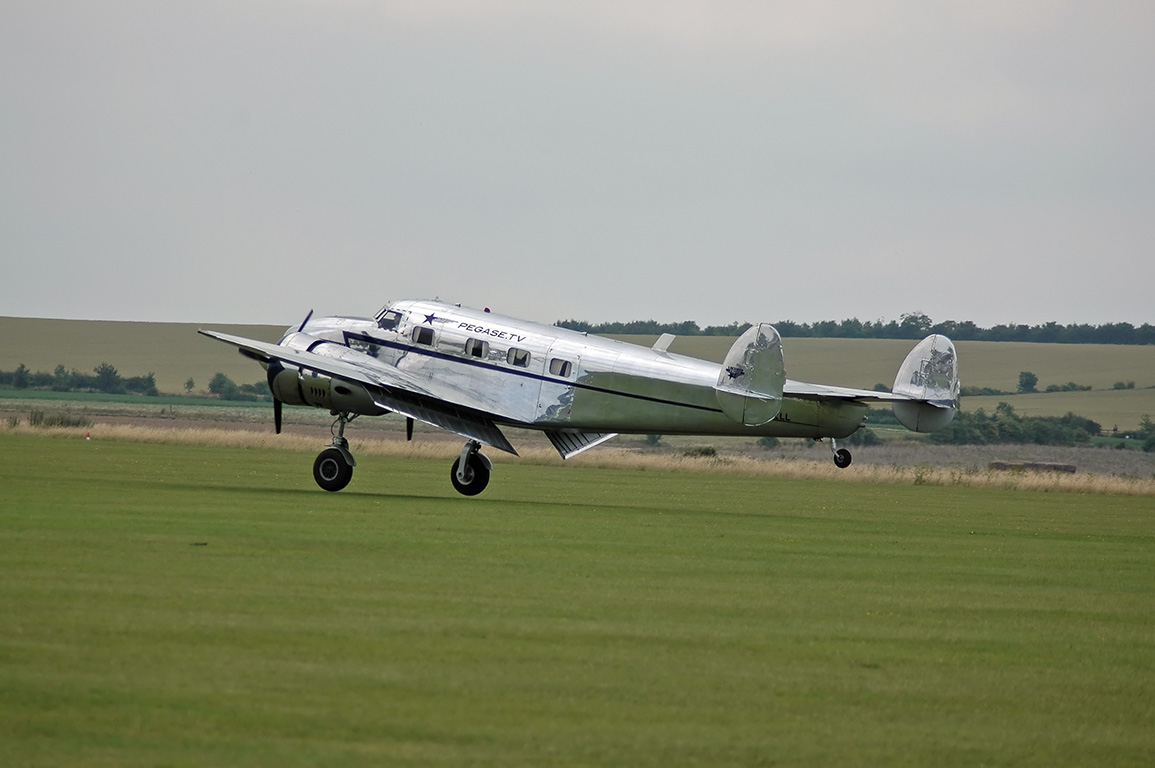
Lockheed 12A Electra Junior. Pegase T.V. 2005

## Especificacions tècniques (L-12 A)
Característiques generals
- Tripulació: 2
- Capacitat: 6 passatgers
- Longitud: 10,97 m
- Envergadura: 15,09 m
- Alçada: 2,97 m
- Superfície de l'ala 32,70 m2
- Pes buit: 2.600 Kg
- Pes màxim d'enlairament: 3.900 Kg
- Motors: 2×  Radial Pratt & Whitney Wasp Junior R-985-SB, 450 CV   cada un

 Rendiment 
- Velocitat màxima: 362 km/h
- Abast: 1.287 km
- Sostre de servei: 6.980 m.
- Ràtio d'ascens: 427 m/min
- Potència/pes: 0,17 kW / Kg

## Aeronaus similars
- Lockheed 10 Electra
- Lockheed 14 Super Electra
- Lockheed 18 Lodestar